# Adam Wilhelm Schiwe
Adam Wilhelm Schiwe, född den 25 november 1827, död den 25 februari 1901, var en dansk sjöofficer. 
Schiwe, som blev officer 1847, steg efterhand i graderna till konteramiral (1886) och avgick när han uppnådde åldersgränsen 1892. Under det första slesvigska kriget tjänstgjorde han på briggen Mercurius, korvetten Galathea, linjeskeppet Skjold samt (1850–1851) i en militär styrka på Femern. Efter krigen var Schiwe dels på kofferdifartyg, dels som nästkommenderande vid krysstullväsendet och (1858–1864) som navigationsexaminator i Slesvig och Holstein. År 1864 var Schiwe anställd vid sjötransportväsendet som stationsofficer vid Hørup Hav. Efter några resor som subaltern, senare som skeppschef blev han eskaderchef 1889 och 1892. Sin största betydelse hade Schiwe som förste och banbrytande chef för sjömineväsendet, som han ledde 1872–1886. Från 1886 till sitt avsked var Schiwe chef för det flytande försvaret på Köpenhamns redd.